# Жаккардовая ткань

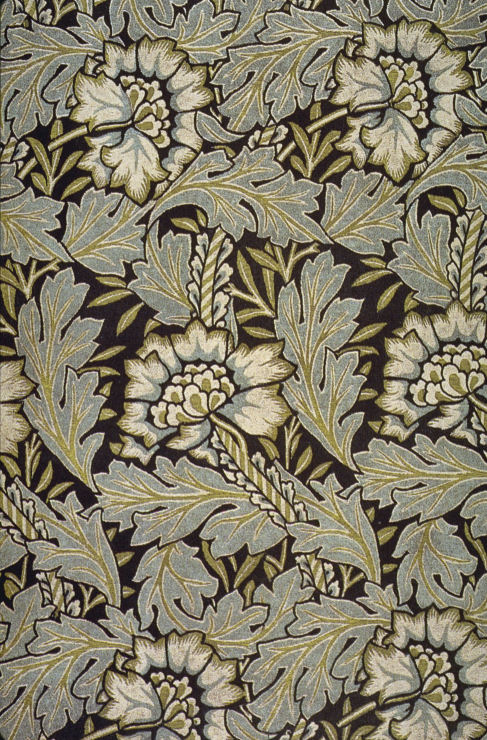
Рисунок жаккардовой ткани. Автор Уильям Моррис

Жаккардовая ткань — крупноузорчатая ткань, сложного или простого переплетения, раппорт которого по основе содержит более 24 разнопереплетающихся нитей.

## История
Название ткани произошло от имени изобретателя Жозефа Мари Жаккара, который в 1804 году сконструировал жаккардовый ткацкий станок, благодаря чему стало возможно изготавливать жаккардовую ткань в промышленных масштабах.

## Свойства
Пряжа и нити для выработки жаккардовых тканей могут состоять как из натуральных (хлопчатобумажное, льняное, шерстяное, шёлковое), так и из химических текстильных волокон (полиэстеровое). Также по волокнистому составу, пряжа может быть смешанной (содержать в своём составе смесь различных волокон), а нити комбинированными, то есть состоять из нитей разного волокнистого состава.
Жаккардовые ткани прочны и долговечны, слабо растягиваются и истираются, хорошо сохраняют окраску, слабо подвержены влиянию перепадов температур. Жаккард — одна из дорогостоящих тканей, так как её производство трудозатратно.
Своеобразный рельефный рисунок, который получается в результате сложного переплетения на плотной ткани, напоминает гобелен. Чем толще нити, применяемые в переплетении, тем прочнее ткань.
Правила ухода за тканями с жаккардовым переплетением обычны. Стирка желательна с применением нейтральных моющих средств и при невысоких температурах (+30 °С). Крайне нежелательно отбеливать и отжимать, а также сушить под прямыми солнечными лучами. Утюжить лучше с изнаночной стороны.

## Изготовление
При изготовлении этого вида ткани используют два способа окрашивания. Первый способ: нити окрашиваются предварительно, заранее. Такой способ делает ткань особенно прочной. Второй: на готовую ткань наносится печатный рисунок и потом специальными красителями, иногда с применением особых пропиток, окрашивается непосредственно ткань с рисунком. Второй метод используют при изготовлении жаккардовой ткани из смесовых тканей (например, когда сочетают хлопок и полиэстер).

## Использование
Жаккардовая ткань широко используется для пошива столового и постельного белья, штор, одежды, чехлов для матрасов и автомобильных сидений, для обивки мягкой мебели, при изготовлении слингов, галстуков, лент и тесьм.

## Виды
- Стретч-жаккард — современная высокоэластичная ткань с «дышащим» эффектом.
- Хлопковый жаккард